# Die Stunde des Mörders
Die Stunde des Mörders ist ein 2006 beim Verlag HarperCollins U.K. erschienener Kriminalroman von Stuart MacBride; der englische Originaltitel lautet Dying Light. Der Roman wurde von Andreas Jäger übersetzt und 2007 als deutsche Erstausgabe vom Goldmann Verlag veröffentlicht. Es ist nach Die dunklen Wasser von Aberdeen der zweite Roman der Logan McRae-Reihe.

## Inhalt
Es ist einige Zeit vergangen, seit Logan McRae den Kindermörder im Rubislaw Quarry – einem Steinbruch in Aberdeen – gestellt hat. Er ist inzwischen in einer Beziehung mit seiner Kollegin WPC Jackie Watson; beruflich läuft es für den Ermittler der Grampian Police in Aberdeen jedoch nicht nach Wunsch. Als er einem anonymen Hinweis nachging, lief eine Razzia unter seiner Führung völlig aus dem Ruder und sein Kollege PC Maitland kämpft seitdem auf der Intensivstation um sein Leben. Die interne Dienstaufsicht sitzt ihm wegen dieses Vorfalls erneut im Nacken und obendrein wird er auch noch vom Ermittlerteam von DI Insch zum „Versagerclub“ von DI Steel versetzt.
Das Hauptaugenmerk der Kriminalpolizei liegt auf dem „Shore-Lane-Stalker“. Dieser Täter prügelt Prostituierte aus der Shore Lane, einer kleinen Gasse direkt am Hafen von Aberdeen, brutal zu Tode und legt diese dann unbekleidet auf der Straße ab. Zudem muss sich Logan McRae noch auf die Suche nach einem Brandstifter machen, der Türen und Fenster von Häusern verbarrikadiert, die Gebäude in Brand setzt und dabei zusieht wie die Bewohner, ohne die Chance auf eine Flucht, in ihren Häusern verbrennen. Der Brandstifter ist einer der zwei Handlanger, die Malcom MacLennan – genannt „Malk the Knife“ – aus Edinburgh nach Aberdeen geschickt hat, um sein Einflussgebiet bis in den Norden Schottlands auszuweiten. Diese schneiden einem Reporter mehrere Finger ab und versuchen mit drastischen Maßnahmen, die örtlichen Dealer auf ihre Seite oder endgültig aus dem Verkehr zu ziehen. Und zudem meldet die Hausfrau Aisla Cruikshank ihren Mann Gavin als vermisst. Für Logan ist es kein Zufall, dass die Leiche des Mannes auf die gleiche Weise „entsorgt“ wird, wie einige Tage zuvor der Torso eines Labradors: in einem Reisekoffer im Wald, jedoch gut sichtbar deponiert. Während Aisla Cruikshank zunächst den Verdacht auf ihre gewalttätige Nachbarin lenken will, erkennt Logan in einem winzigen Detail ihrer Geschichte Unstimmigkeiten und überführt sie als wahre Mörderin. Und auch den „Shore-Lane-Stalker“, der eigentlich Angestellter eines Autohauses ist, kann er schließlich stellen.

## Kritiken
„Das Hässliche soll hässlich genannt, ja, mehr noch, in seiner Hässlichkeit ausführlich beschrieben werden, weil es eben hässlich ist. Daran ändert das Wegblicken nichts und drum blickt der Erzähler hier auch nicht weg.“

„Der Bodycount ist in den McRae-Romanen schon jetzt für einen britischen Krimi der klassischen Schule ungewöhnlich hoch, doch sind die Schotten seit Jahrhunderten als kriegerisches Volk und nicht sehr zimperlich bekannt. Auch die Freunde des explizit Ekelhaften werden erneut reichlich bedient, [...] selten wurden Sezierszenen so goretauglich in Szene gesetzt wie zur Stunde des Mörders.“

## Allgemeines
Wie auch MacBrides erster Roman der Logan-McRae-Reihe, Die dunklen Wasser von Aberdeen, spielt Die Stunde des Mörders in der Gegenwart zur Zeit der Entstehung des Buches. Auch dieser Roman wird überwiegend aus der Sicht von Logan McRae erzählt, nur in einigen Passagen weicht MacBride hiervon ab. Die kurze Einleitung und auch weitere Brände werden aus der Sicht des Brandstifters geschildert, es gibt einige Passagen aus der Sicht von Prostituierten in der Shore Lane und von Aisla Cruickshank.
Anders als MacBrides erstes Buch spielt Die Stunde des Mörders im Sommer. Jedoch sorgen Dauerregen und wolkenverhangener Himmel trotz einiger Sonnenstrahlen für eine ähnlich düstere Stimmung wie zuvor im Winter. Im Nachwort dankt MacBride dem Aberdeener Fremdenverkehrsamt, dass es ihn nach dem Erscheinen seines ersten Buches nicht gelyncht habe, und führt als „Trost“ an, dass das neue Buch immerhin im Sommer spiele.